# Ellipteroides transvaalensis
Ellipteroides transvaalensis är en tvåvingeart som först beskrevs av Alexander 1960.  Ellipteroides transvaalensis ingår i släktet Ellipteroides och familjen småharkrankar. Inga underarter finns listade i Catalogue of Life.